# اولریکا الیونورا
اولریکا الیونورا (به سوئدی: Ulrika Eleonora) (۲۳ ژانویه ۱۶۸۸ – ۲۴ نوامبر ۱۷۴۱) از ۵ دسامبر ۱۷۱۸ تا ۲۹ فوریه ۱۷۲۰ ملکه سلطنتی سوئد و بعد از آن تا زمان مرگ ملکه همسر بود و رسماً در کنار همسرش بر سوئد حکومت کرد.
او که کوچک‌ترین فرزند کارل یازدهم و همسرش اولریکا الیونورا دانمارک بود، بعد از مرگ برادرش کارل دوازدهم در سال ۱۷۱۸، سلطنت سوئد را در اختیار گرفت. کارل فردریش، پسر خواهر بزرگ درگذشته وی هدویگ سوفیا، برطبق حق اولویت نخستین فرزند از موقعیت بالاتری برای سلطنت برخوردار بود، اما اولریکا الیونورا با استدلال برخورداری از نسبت نزدیک‌تر با پادشاه قبلی، ادعای سلطنت کرد. پس از آن که اولریکا الیونورا با از دست دادن قدرت پادشاهی مطلقه (که توسط پدرش برقرار شده بود)، موافقت کرد، مجلس سوئد سلطنت وی را تأیید کرد. او در سال ۱۷۲۰، به نفع همسرش فردریک از سلطنت کناره‌گیری کرد.